# Bahnhof Winterthur

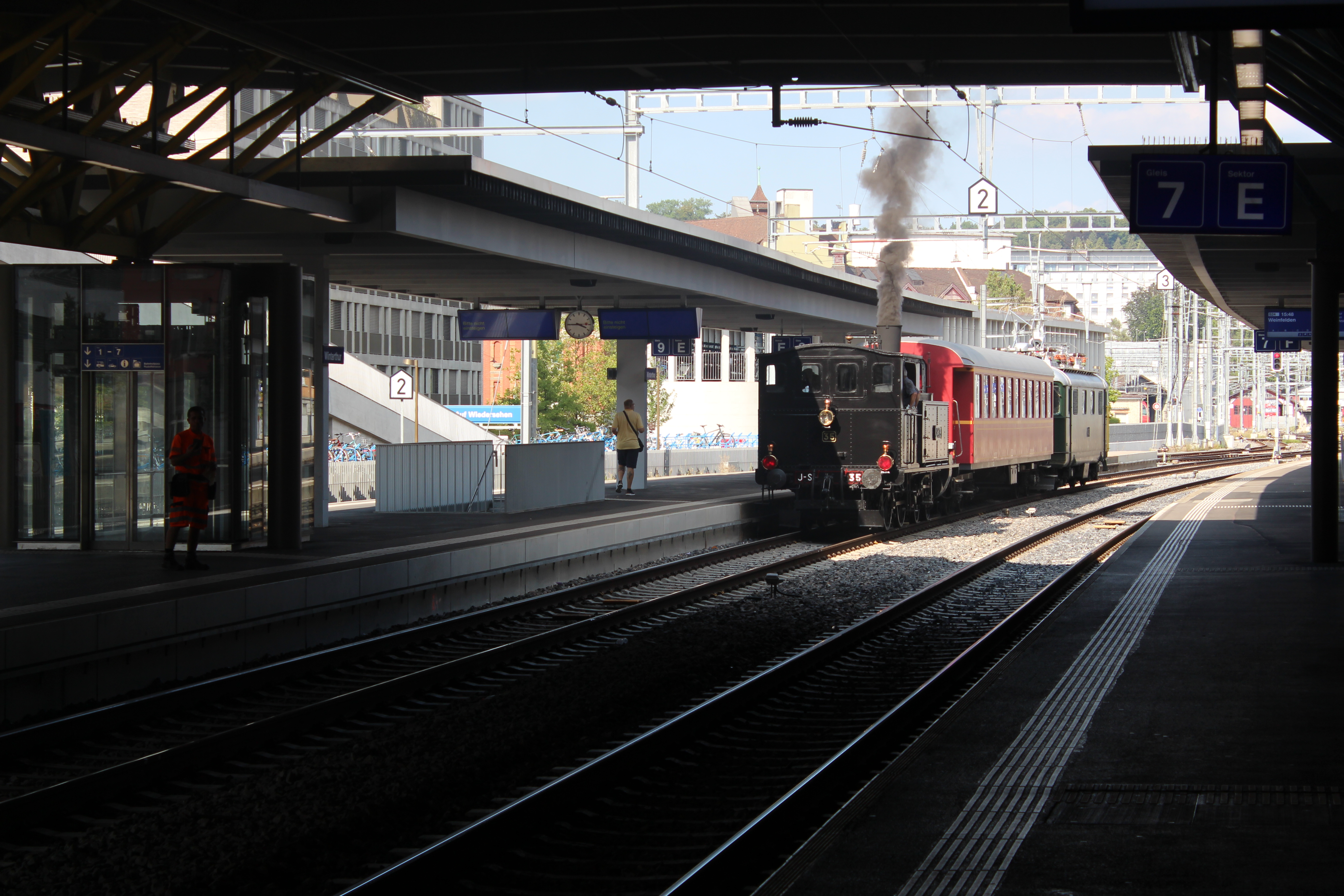
Bahnhof in Winterthur

Der Bahnhof Winterthur, auch Winterthur Hauptbahnhof genannt, ist der grösste und wichtigste Bahnhof der Schweizer Stadt Winterthur. Er wird von den Schweizerischen Bundesbahnen (SBB) betrieben und ist der Bahnhof mit der landesweit vierthöchsten Passagierfrequenz. Der Bahnhof wird von etlichen Linien der S-Bahn Zürich sowie von zahlreichen Zügen des Schienenpersonenfernverkehrs bedient. Es bestehen zudem direkte Zugverbindungen nach Deutschland. Die meisten Züge, die in die Ostschweiz fahren, passieren den Bahnhof Winterthur. Abweichend von der offiziellen SBB-Bezeichnung wird der Bahnhof vom lokalen Verkehrsunternehmen Stadtbus Winterthur, dessen Drehscheibe er darstellt, als Hauptbahnhof bezeichnet und vom Bundesamt für Verkehr in seiner Dienststellendokumentation (Didok) unter diesem Namen geführt.

## Geschichte
1855 entstand in Winterthur ein erster provisorischer Riegelbau aus Holz als Bahnhofsgebäude. Der Entwurf dafür stammt von August von Beckh, welcher auch die Bauleitung übernahm. Die Pläne für das definitive Aufnahmegebäude wurden vom Sektionsarchitekten Ferdinand Stadler ausgearbeitet. Der provisorische Bau wurde 1860 an die Stadt Zürich verkauft, welche ihn in der Nähe des Kornhauses wieder aufbauen wollte. Mit grösster Wahrscheinlichkeit wurde er für den Bau der Kornhauswirtschaft verwendet, da diese sehr grosse Ähnlichkeit hatte.

Erstes festes Bahnhofsgebäude von 1860, aufgenommen um 1870

Das erweiterte Bahnhofsgebäude um 1890

Fünf Jahre nach der Eröffnung des Provisoriums wurde der erste richtige Bahnhof unter der Leitung des Architekten Jakob Friedrich Wanner erbaut, der zusammen mit August von Beckh auch für den Entwurf zuständig war. Der Baumeister Meier stammte aus Winterthur, die Bahnhalle wurde von der Firma Benkiser in Pforzheim gefertigt. Als die Tösstalbahn und Nationalbahn in Winterthur den Betrieb aufnahmen, erfolgte 1875 die erste Erweiterung, mit beidseitig je einem Anbau mit der Breite von vier Fensterachsen, um Platz für neue Wartesäle zu schaffen.

Plan des Umbaus 1894–1896

Mit dem Umbau 1894–1896 erhielt das Bahnhofsgebäude seine heutige Gestalt. Hierbei setzte sich der Vorschlag der Architekten Ernst Georg Jung und Otto Bridler, ein Bahnhofsgebäude im Renaissancestil, durch; das Bundeshaus diente dabei als Vorlage.

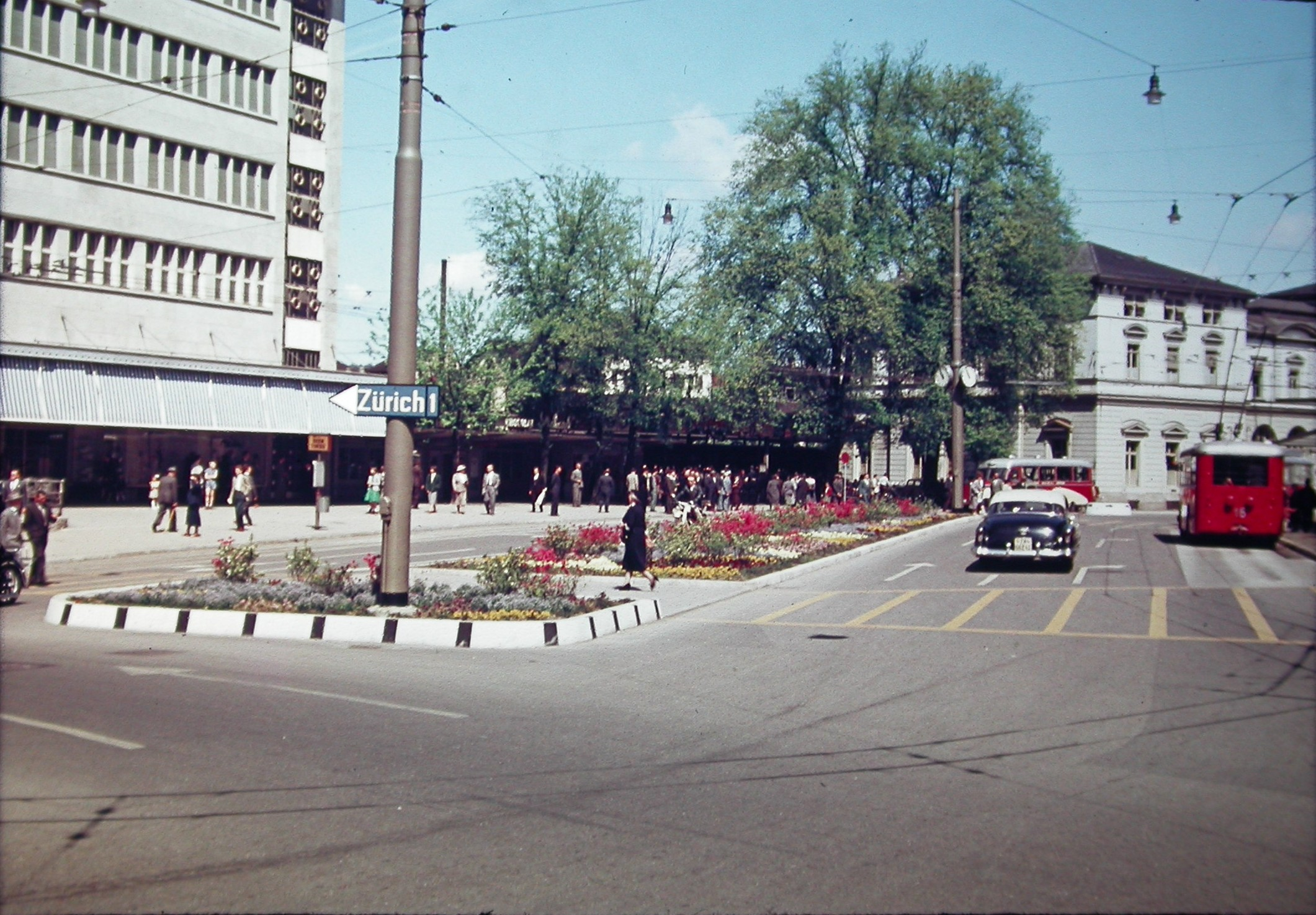
EPA-Gebäude und Bahnhofsgebäude 1959

Nachdem in Winterthur zwischen 1895 und 1897 bereits Pferdeomnibusse verkehrten, war die am 13. Juli 1898 eröffnete Strassenbahn das zweite öffentliche Verkehrsmittel der Stadt. Deren erste Strecke war 1,770 Kilometer lang und führte als Radiallinie vom Bahnhof Winterthur nach Töss. Zwischen 1898 und 1951 wurde der Bahnhof auch von der Strassenbahn Winterthur bedient, deren zwei Linien zwischen 1915 und 1941 auf dem Bahnhofplatz miteinander verknüpft waren. Sie bestand bis 1951 und wurde ab 1938 sukzessive durch den bis heute verkehrenden Trolleybus Winterthur ersetzt. Zuständiges Verkehrsunternehmen war zunächst die Gesellschaft Winterthur–Töss (WT), diese wurde 1900 in Städtische Strassenbahn Winterthur (StStW) und 1940 in Verkehrsbetriebe Winterthur (VW) umbenannt. Heute firmiert das Unternehmen als Stadtbus Winterthur.

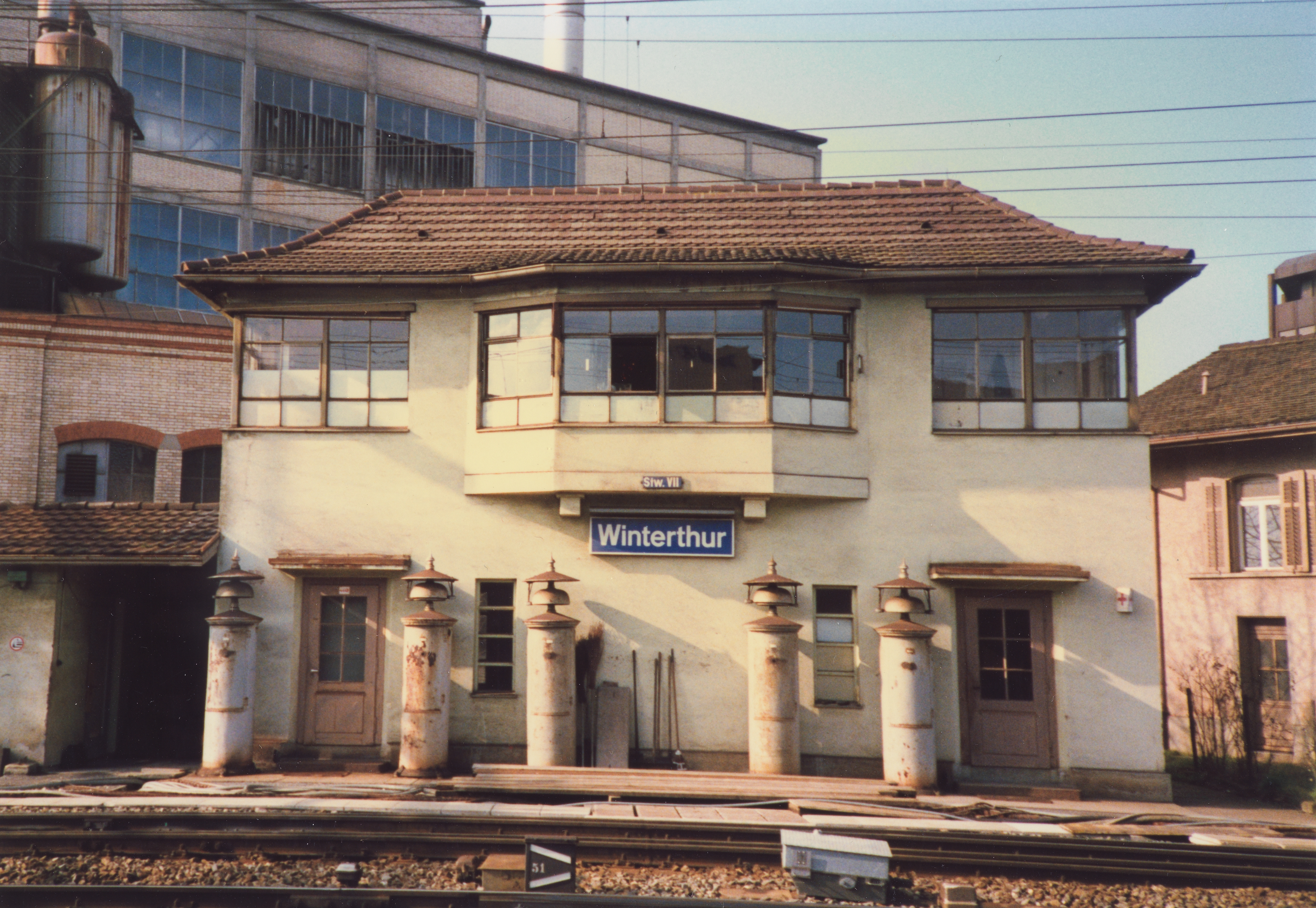
Stellwerk VII (1976)

Im Jahr 1944 wurden die heutigen Gleise 8 und 9 ergänzt. 1980 wurde der Bahnhof abermals um zwei Gleise (die heutigen Gleise 1 und 2) erweitert, die für die Tösstallinie und als Postzuggleis gebraucht wurden. Auf dem Postzuggleis fährt heute die S-Bahn nach Wil.
1988 wurde das zweigeschossige Parkdeck über den Gleisen des Bahnhofs gebaut. Im Jahr 2000 folgte der Bau des Stadttors Winterthur zwischen dem Bahnhofsgebäude und dem Gebäude des EPA-Warenhauses, in dem sich heute ein Coop-City-Warenhaus befindet.
Ab Juni 2012 wurde der Bahnhofplatz Süd umfangreich saniert und neu gestaltet. Unter anderem wurde der Busbahnhof mit einem markanten Dach („Pilz“) versehen. Die Arbeiten begannen im Januar 2013. Am Freitag, 25. Januar 2013, wurde in einer aufwändigen Aktion dem Pilzstiel der „Kopf“ aufgesetzt. Nach zweitägigem Einsatz der Gerüstbau-Equipen war am späteren Sonntagnachmittag, 2. Juni 2013, das neue Busbahnhofdach am Bahnhofplatz enthüllt und ohne Gerüst sichtbar. Genau 354 Tage nach dem «Spatenstich» wurde der Platz mit dem neuen Dach unter Beisein von Gästen am 25. Juni 2013 offiziell eingeweiht.
Am Samstag, 14. März 2015, eröffnete offiziell das neue SBB-Reisezentrum am Bahnhof Winterthur.
Zurzeit laufen rund um den Bahnhof diverse Modernisierungsmassnahmen. So wurde 2017 die Unterführung bei der Zürcherstrasse zusammen mit dem Salzhaus- und Kesselhausplatz fertiggestellt, und mit dem Fahrplanwechsel 2021 wurde die erneuerte Personenunterführung Nord mit Geschäften sowie einem Velotunnel eröffnet. Seit 2023 ist die Sanierung der Personenunterführung Süd im Gange.

## Gebäude
Auf dem der SBB gehörenden Bahnhofsareal gibt es zurzeit über 50 verschiedene Geschäfte, verteilt auf das Bahnhofsgebäude selbst, im Stadttor sowie im Geschäftshaus Stellwerk. Die als Hauptunterführung zu sehende Unterführung Süd verbindet die Rudolfstrasse mit dem Bahnhofplatz und liegt zwischen dem eigentlichen Bahnhofsgebäude und dem Stadttor. Die Unterführung Nord liegt am nördlichen Ende des Bahnhofsgebäudes neben dem Geschäftshaus Stellwerk.

### Bahnhofsgebäude
Das originale Aufnahmegebäude wurde zwischen 1894 und 1896 errichtet und bestand aus einem dreigeschossigen, vier mal fünf Achsen zählenden Baukörper. Durch Erweiterungen der Tösstal- und Nationalbahn kamen zwei vierachsige Seitenflügel hinzu, und 1894/95 wurde der Bahnhof durch die Architekten Ernst Georg Jung und Robert Bridler um ein Vollgeschoss erhöht. Auf den Seitentrakten wurden an das Bundeshaus erinnernde Kuppeldächer aufgesetzt. Dadurch erreichte das Bahnhofsgebäude im Stil der Neurenaissance sein heutiges Erscheinungsbild.
Im Aufnahmegebäude befinden sich neben dem Fahrschalter, dem SBB-Reisezentrum und Gepäckaufnahme einige SBB-interne Abteilungen, das regionale Marketing für die Region Nordostschweiz, die finanzielle Führung der Region, RailClean, Securitrans, Bahnpolizei und ein Teil der SBB Immobilien-Gruppe. Zudem dient der Bahnhof der SBB als Hauptsitz für die Region Nordostschweiz. Daneben betreiben die Kaffeekette Starbucks und das Restaurant Rice-Up Filialen im Aufnahmegebäude.

### Stadttor
Im Dezember 2000 wurde zwischen dem Bahnhofsgebäude und dem damaligen EPA-Warenhaus (seit 2002 von Coop City benutzt) das Stadttor nach einem Entwurf des Architekten Oliver Schwarz eröffnet. Das Gebäude besteht aus einem Raumgitter aus Stahl mit einem 16 Meter hohen Hochdach, das auch die Unterführung Süd überdacht.
Im Stadttor sind auf fünf Etagen (mit Untergeschoss) Geschäfte und Arztpraxen untergebracht, bei der Eröffnung umfasste das Gebäude 26 Läden und Restaurants sowie sechs Arztpraxen. Das Stadttor ist über die Unterführung Süd sowie vom Parkdeck her direkt zugänglich. Seit 2010 befindet sich eine Permanence im Stadttor.

### Stellwerk 1 und 2

Ehemalige "Milchrampe"

Auf der Nordostseite an der Milchrampe, die ihren Namen von der Milchküche und ehemaligem Personalrestaurant nahm, wurde 2010 mit dem Stellwerk 1, einem fünfstöckigen Gebäude, der erste Neubau fertiggestellt. Im Untergeschoss des Gebäudes entstand eine neue Velostation mit 800 bewachten Veloplätzen. Während im Erdgeschoss die Raiffeisen Winterthur sowie Migrolino einzogen, befinden sich in den oberen Etagen Büroräumlichkeiten.
Das ebenfalls geplante 35 Mio. Fr. teure Gewerbe- und Wohnhaus Stellwerk 2, nördlich von Stellwerk 1, fiel 2021 vorerst Investitionskürzungen der SBB in Zusammenhang mit der Corona-Pandemie zum Opfer.

## Dienstleistungen

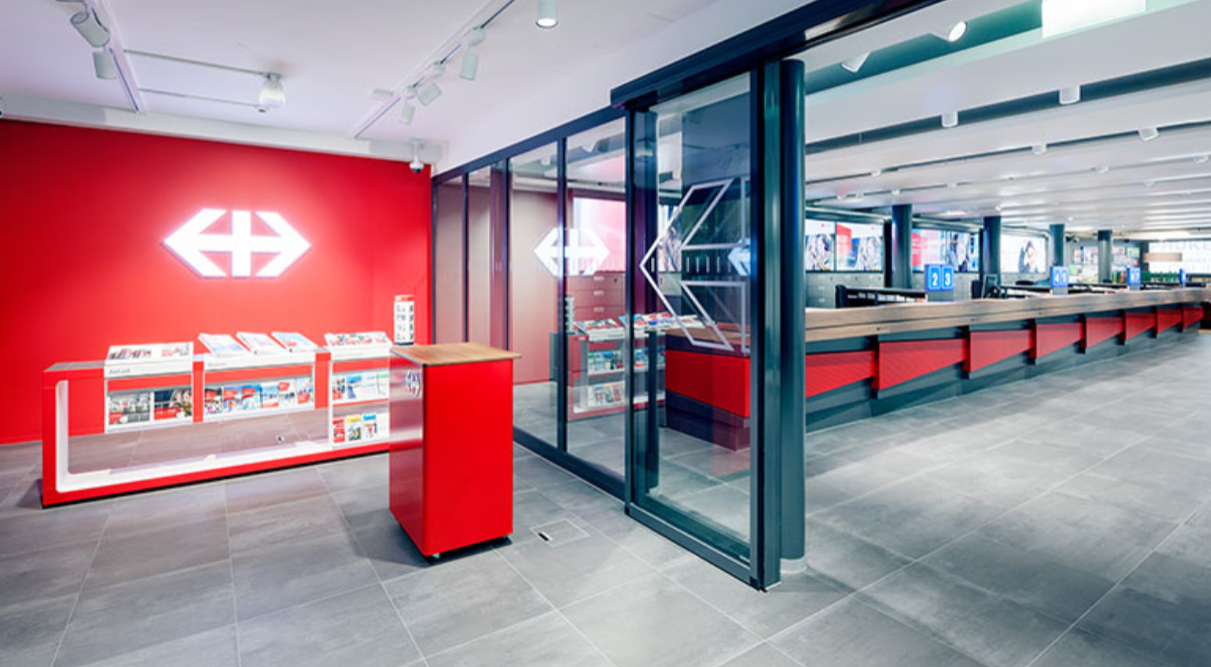
Reisezentrum Winterthur, von innen

Im Reisezentrum des Bahnhofes werden die bei den SBB üblichen Dienstleistungen wie nationale sowie internationale Billette, Abonnemente, Freizeitangebote, Eventtickets von TicketCorner, Geldwechsel und Geldtransfer mit Western Union verkauft bzw. angeboten.
Weitere Angebote der SBB am Bahnhof sind die Velovermietung, die Gepäckschliessfächer, Gepäckaufbewahrung, Gepäckversand sowie Check-In und Abfertigung von Fluggepäck für Swiss und Edelweiss.
Der Bahnhof verfügt über rollstuhlgängige Perrongleise und rollstuhlgerechte Toiletten sowie zwei Schalter für gehbehinderte Personen.

## Gleisanlage
Der Bahnhof ist ein Durchgangsbahnhof mit 9 Gleisen, wovon einzig die Gleise 1 und 2 nicht durchgehend sind. Ab dort verkehren die S-Bahnlinien ins Tösstal und nach Wil. Für den Fernverkehr werden die Gleise 3, 4 und 5 benutzt, die am nächsten an der Bahnhofshalle liegen.
Vor dem Bahnhof auf der Strecke Richtung Zürich befindet sich der ehemalige Güterbahnhof, der jedoch 1995/1996 stillgelegt wurde und heute nur noch zum Abstellen von Zügen dient. Als Ersatz wurde die Unterhaltsanlage beim Bahnhof Oberwinterthur gebaut.

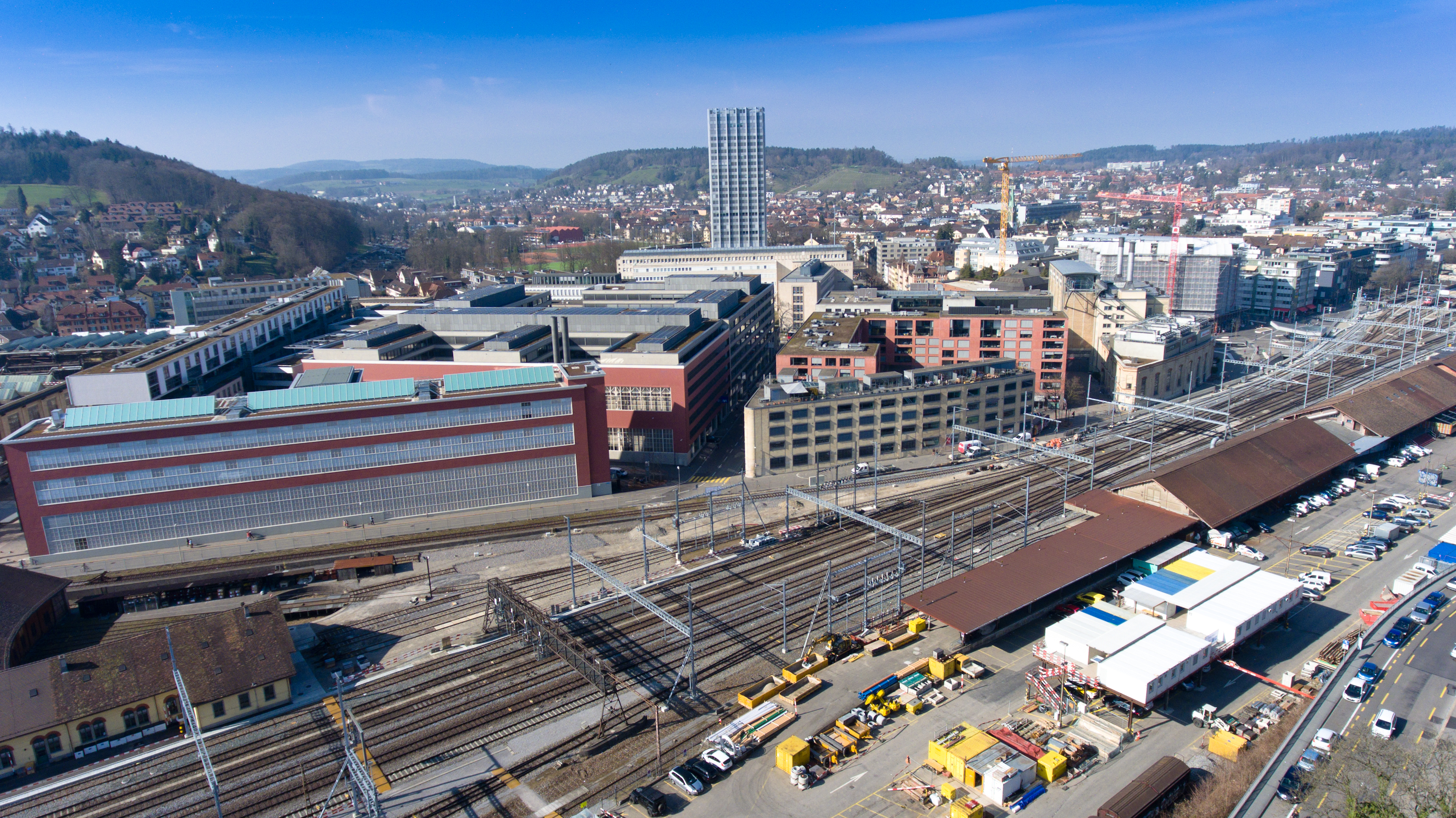
Luftaufnahme des Gleisvorfelds im Westen vom Bahnhof Winterthur

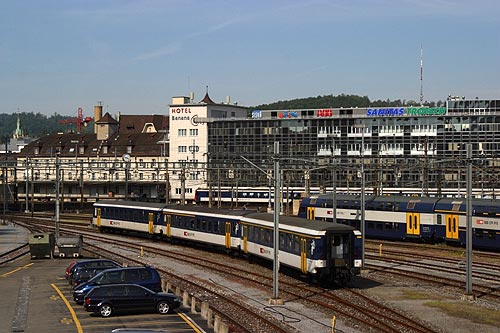
Gleisvorfeld im Osten vom Bahnhof Winterthur

## Zugverkehr

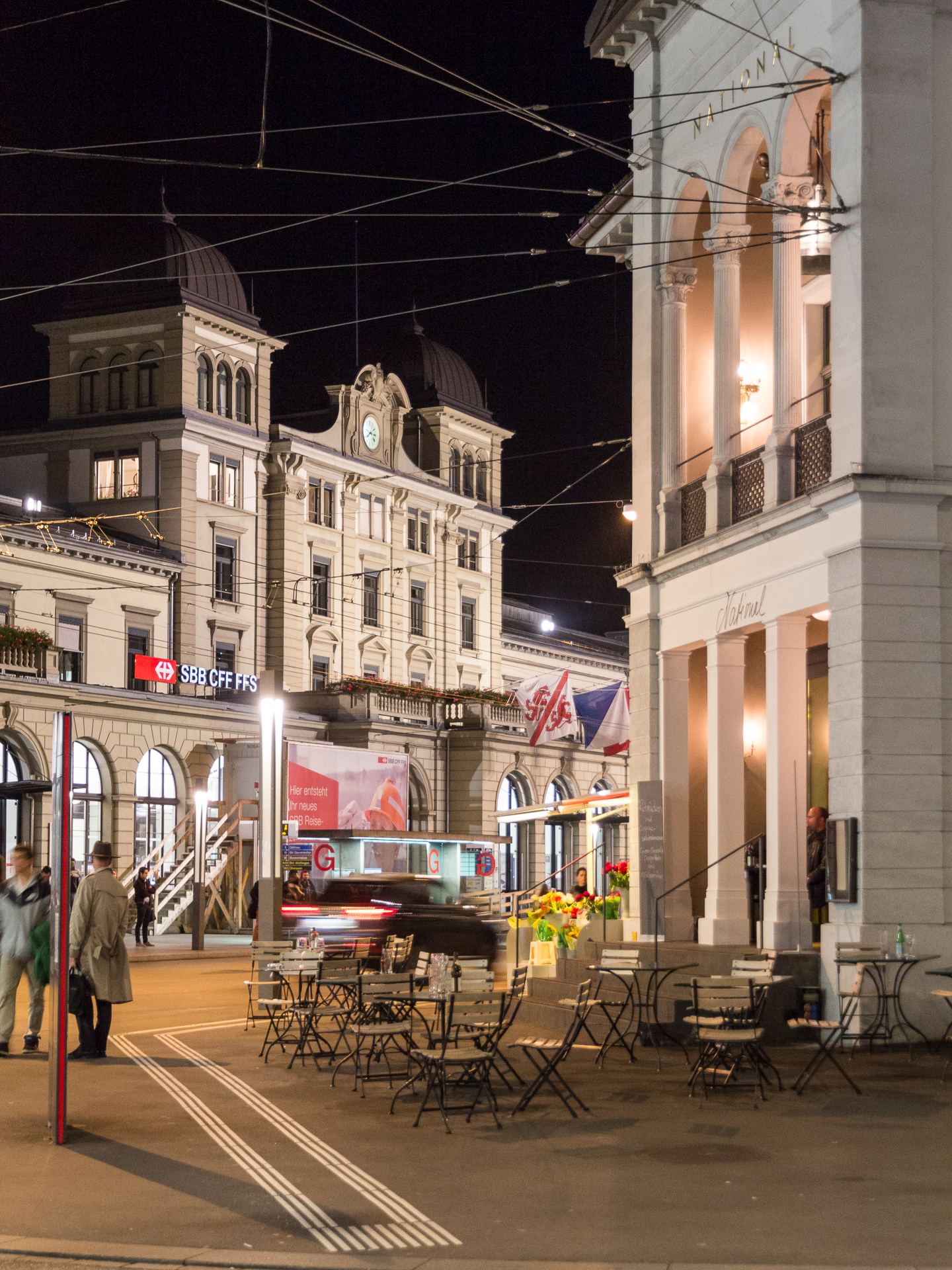
Winterthur Hauptbahnhof und Restaurant National

### S-Bahn-Linien
Folgende S-Bahn-Linien, die alle dem Zürcher Verkehrsverbund (ZVV) angehören, bedienen den Winterthurer Bahnhof. Während die Linien mit den niedrigeren Nummern von den SBB betrieben werden, mit Ausnahme der S33, werden die Züge mit höheren Nummern (ab S26) von Thurbo betrieben.
- S 7 Winterthur – Kloten – Zürich HB – Meilen – Rapperswil
- S 8 Winterthur – Wallisellen – Zürich HB – Thalwil – Pfäffikon SZ
- S 11 Aarau – Lenzburg – Dietikon – Zürich HB – Stettbach – Winterthur – Seuzach/Sennhof-Kyburg (– Wila)
- S 12 Brugg – Altstetten – Zürich HB – Stettbach – Winterthur – Schaffhausen/Wil
- S 23 (Zürich HB – Stadelhofen – Winterthur (– Romanshorn))
- S 24 Thayngen – Schaffhausen/Weinfelden – Winterthur – Zürich Flughafen – Zürich HB – Thalwil – Horgen Oberdorf – Zug
- S 26 Winterthur – Bauma – Rüti ZH
- S 29 Winterthur – Stein a. Rhein
- S 30 Winterthur – Frauenfeld – Weinfelden
- S 33 Winterthur – Schaffhausen
- S 35 Winterthur – Wil
- S 41 Winterthur – Bülach

### Nachtverkehr
Es verkehren sechs Nachtlinien ab Winterthur, wovon drei dem Zürcher S-Bahnnetz zugeordnet sind. Die drei anderen sind „Thurbo-Nightliner“. Die Linie SN3 der S-Bahn Zürich wird von Thurbo betrieben und ist zugleich ein Thurbo-Nightliner.
- SN1 Aarau – Wildegg – Brugg – Dietikon – Zürich HB – Stettbach – Winterthur
- SN3 Winterthur – Schaffhausen – Stein a. Rhein
- SN6 Würenlos – Regensdorf-Watt – Zürich HB – Stettbach – Winterthur
- SN11 Olten – Aarau – Mellingen Heitersberg – Dietikon – Zürich HB – Stettbach – Winterthur
- SN21 Winterthur – Wil – St. Gallen
- SN22 Winterthur – Wil – St. Gallen – St. Margrethen – Heerbrugg
- SN30 Winterthur – Frauenfeld – Weinfelden – Romanshorn
- SN41 Winterthur – Bülach

### Fernverkehr
Diese regelmässig verkehrenden Linien halten in Winterthur:
- Zürich HB – St. Gallen – Memmingen – München    TT (mit Einführung des EuroCity-Express entfiel der Abschnitt Basel–Zürich sowie die Bedienung von Kempten)
- 1 Genève-Aéroport – Bern – Zürich HB – St. Gallen   BZ FS RZ
- 5 Lausanne – Biel/Bienne – Zürich HB ( – St. Gallen/Rorschach)  TT FZ BZ FS RZ , im Sommer zusätzlich , Lausanne–Zürich HB stündlich, mit Verlängerung zur Hauptverkehrszeit nach St. Gallen, Genève–Rorschach stündlich
- 8 Brig – Bern – Zürich HB – Romanshorn   BZ FS RZ
- 81 Interlaken Ost – Bern – Zürich HB – Romanshorn   BZ FS RZ
- 13 Zürich HB/St. Gallen – Sargans/Chur teilweise , teilweise  FS  (Alpenrhein-Express)
- 75 Luzern – Zürich HB – Konstanz  BZ RZ

## Stadtverkehr
Am Hauptbahnhof Winterthur, wie der Bahnhof von Stadtbus genannt wird, liegt der zentrale Busbahnhof von Stadtbus Winterthur, er ist somit auch wichtigster Knotenpunkt des Trolleybus in Winterthur. Es halten alle bis auf eine städtische Buslinie am Bahnhof. Auch die regionalen Linien des Stadtbusses sowie die von Postauto halten hier. Der Busbahnhof von Winterthur ist der grösste im Kanton Zürich.

### Stadt Winterthur
Die Linien 1, 2, 22, 3 und 5 sind Trolleybuslinien. Die restlichen Linien werden mit ausschliesslich niederflurigen Autobussen betrieben. Gelenkbusse kommen normalerweise auf den Linien 1 (Doppelgelenkbusse), 2, 22, 3, 5 und 7 zum Einsatz, auf den übrigen Linien fahren Standardbusse.
| Linie | Strecke                                  |
| ----- | ---------------------------------------- |
| 1     | Oberwinterthur – HB – Töss (Trolleybus)  |
| 2     | Wülflingen – HB – Seen (Trolleybus)      |
| 22    | Schloss – HB – Waldegg (Trolleybus)      |
| 3     | Rosenberg – HB – Oberseen (Trolleybus)   |
| 4     | HB – Breite – HB                         |
| 5     | Dättnau – HB – Technorama (Trolleybus)   |
| 7     | Bahnhof Wülflingen – HB – Elsau, Melcher |
| 10    | HB – Bahnhof Oberwinterthur              |
| 12    | HB – Bruderhaus                          |

### Regionallinien
Die gelben Nummern sind Postautolinien, die blauen Nummern sind Linien von Stadtbus.
| Linie | Strecke                                                          |
| ----- | ---------------------------------------------------------------- |
| 660   | Archstrasse/HB – Brütten – Nürensdorf, Chrüzstrass – Bassersdorf |
| 670   | HB – Neftenbach – Berg am Irchel – Flaach                        |
| 671   | HB – Neftenbach – Hettlingen                                     |
| 674   | Seuzach – HB – Neftenbach – Pfungen                              |
| 676   | HB – Rutschwil – Henggart                                        |
| 680   | HB – Elsau – Schlatt – Elgg                                      |

### Nachtbusse
Ein Teil der Nachtbusse des ZVV-Nachtnetzes ab Winterthur Hauptbahnhof werden von Stadtbus Winterthur betrieben. Sie verkehren in den Nächten von Freitag auf Samstag und von Samstag auf Sonntag. zwischen 1:30 und 4:30 Uhr. Während die 2021 neu eingeführten städtischen Buslinien im Halbstundentakt verkehren, gibt es bei den regionalen Nachtbuslinien einen Stundentakt. Da die letzten regulären Busse gegen 4:30 Uhr vom Hauptbahnhof abfahren und die ersten regulären Busse ab 5:30 Uhr verkehren, besteht somit am Wochenende ein durchgehender Verkehr. Seit dem Fahrplanwechsel 2021 kann bei jeder Nachtbus-Haltestelle ein- und ausgestiegen werden.
| Linie | Strecke                                                                                       |
| ----- | --------------------------------------------------------------------------------------------- |
| N1    | Oberwinterthur – Winterthur – Töss – Dättnau                                                  |
| N2    | Wülflingen – Winterthur – Seen                                                                |
| N3    | Rosenberg – Winterthur – Oberseen                                                             |
| N7    | Bahnhof Wülflingen – Winterthur – Elsau, Melcher                                              |
| N59   | Winterthur – Neftenbach – Dättlikon – Rorbas – Embrach (Postautolinie)                        |
| N63   | Winterthur – Rosenberg – Seuzach – Reutlingen                                                 |
| N64   | Winterthur – Neftenbach – Buch am Irchel – Berg am Irchel – Flaach – Humlikon (Postautolinie) |
| N66   | Winterthur – Brütten – Nürensdorf – Bassersdorf                                               |
| N67   | Winterthur – Elsau, Melcher – Wiesendangen – Bahnhof Oberwinterthur                           |
| N68   | Winterthur – Sennhof – Kollbrunn – Rikon – Turbenthal – Wila (Postautolinie)                  |

## Ausbau und Modernisierung
Die momentan laufenden Arbeiten am und um den Bahnhof Winterthur gehören zu 2 Projekten. Einerseits dem Projekt Stadtraum Bahnhof Winterthur der Stadt und andererseits zum Projekt Leistungssteigerung Bahnhof Winterthur der SBB.

### Stadtraum Bahnhof Winterthur

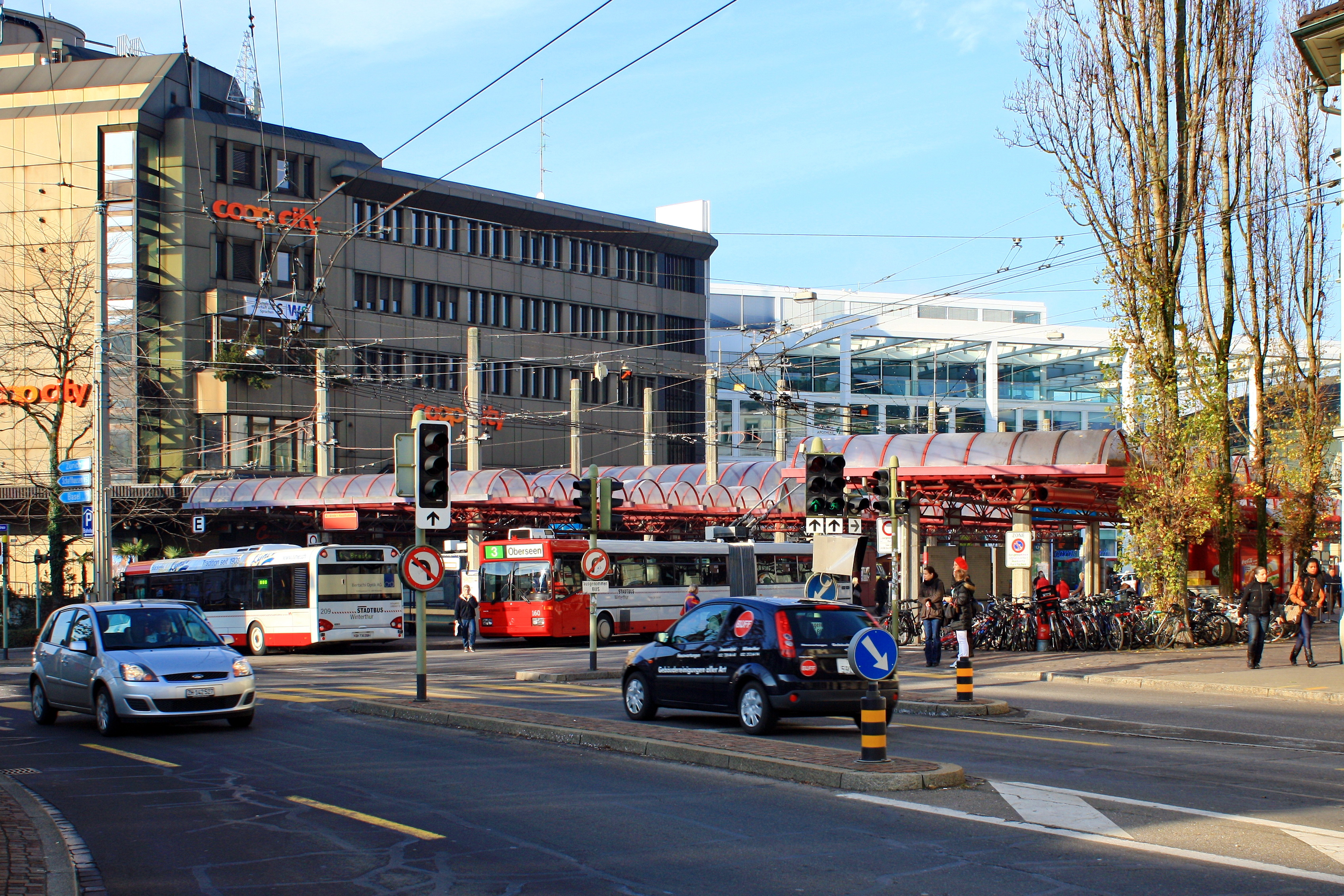
Alter Bushof

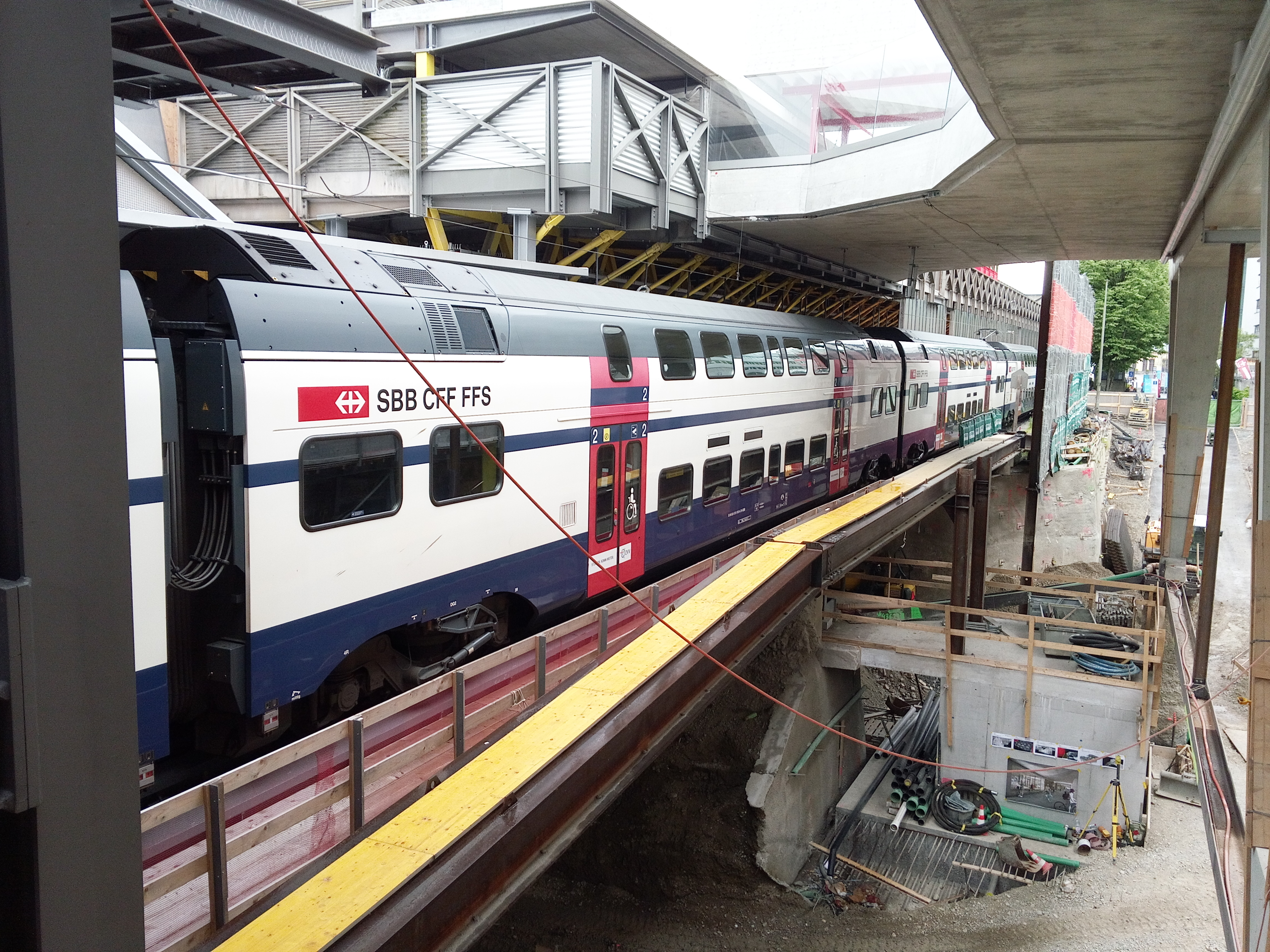
Baustelle Unterführung

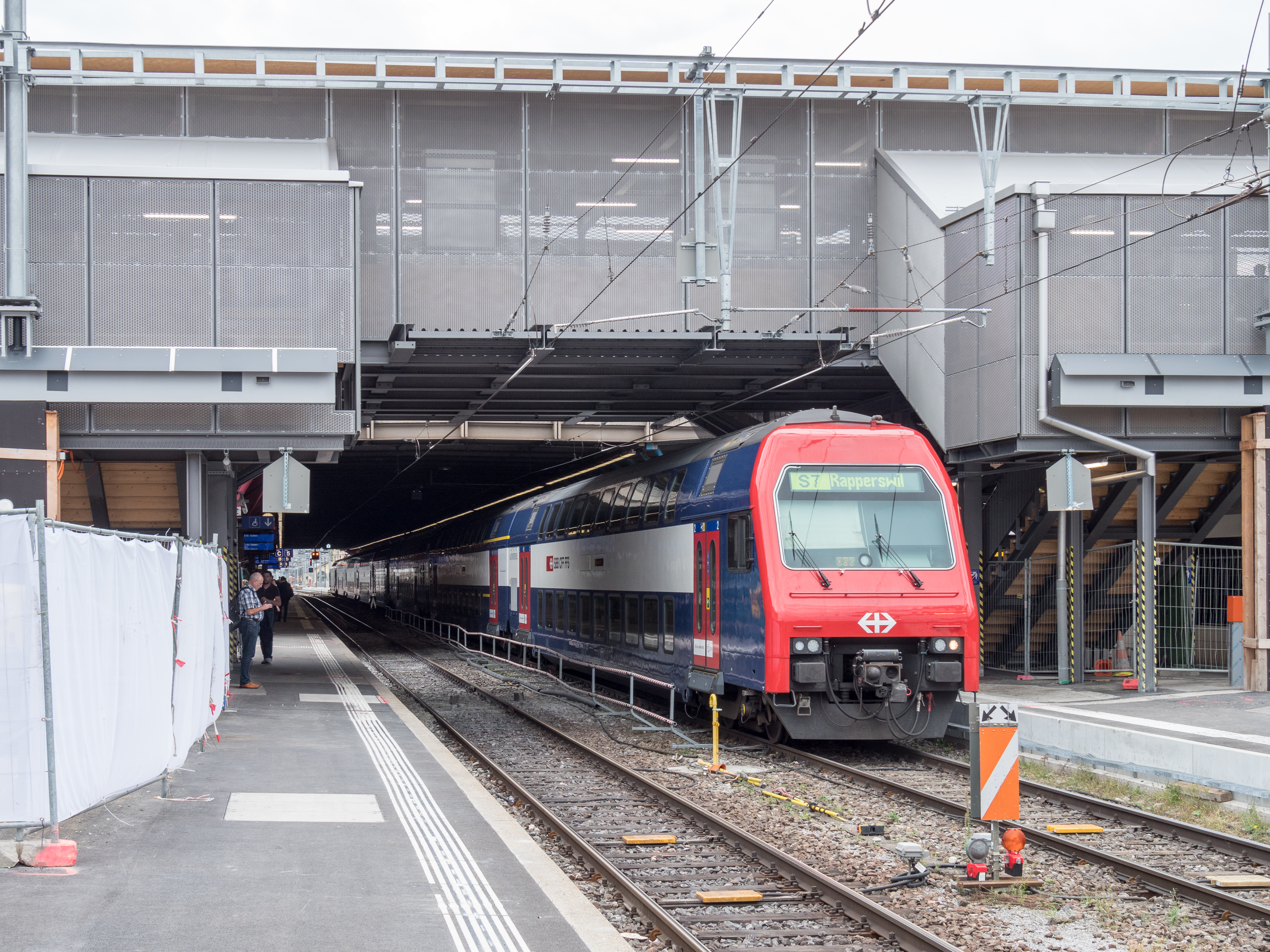
Behelfsüberführung Nord (2018–2021)

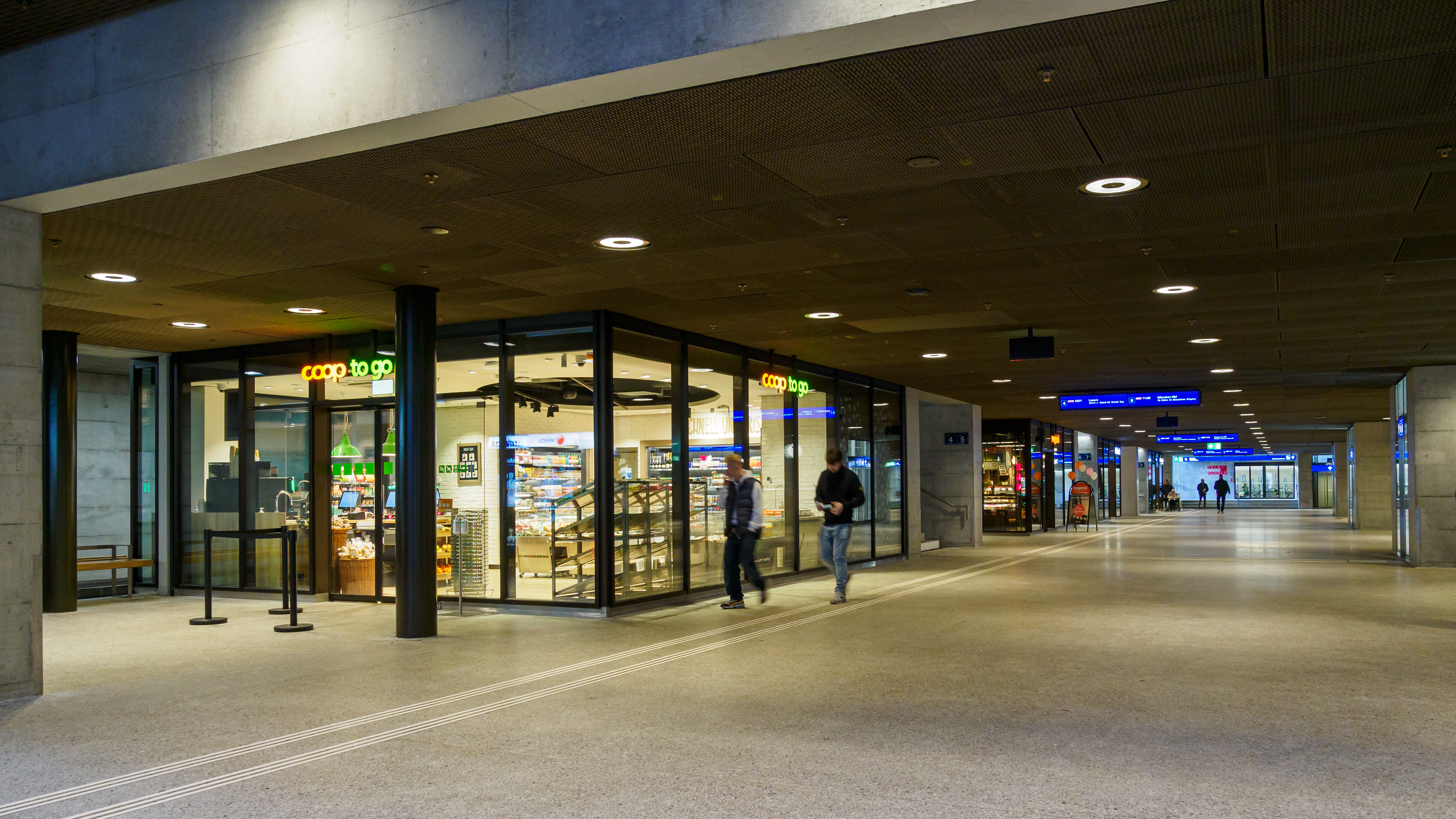
Neue Unterführung Nord

Das Projekt Stadtraum Bahnhof Winterthur hat das Ziel, die Quartiere Altstadt, Neuwiesen und das Sulzer-Areal besser zu verbinden. Vom Projekt betroffen sind das Kesselhaus und die Rudolfstrasse, der nördliche und südliche Bahnhofplatz, die beiden äusseren Personenunterführungen und die Archhöfe.
Zwischen 2015 und 2023 wird der Bahnhof für ca. 110 Millionen Schweizer Franken umfassend ausgebaut und modernisiert. Es wird an mehreren Teilen des Bahnhofs gebaut. Es werden die nördliche und südliche Personenunterführung erneuert.
Die nördliche 4,5 Meter breite gekachelte Unterführung wurde auf 17,5 Meter verbreitet, und es entstanden Läden und eine separate Unterführung für Velos. Mit dem Fahrplanwechsel 2021 wurde die neue Personenunterführung Nord eröffnet. Die südliche Personenunterführung wird ebenfalls erneuert.
Zusätzlich wird die Velo- und Fussgängerbrücke über die Wülflingerstrasse ausgebaut.

#### Bahnhofplatz

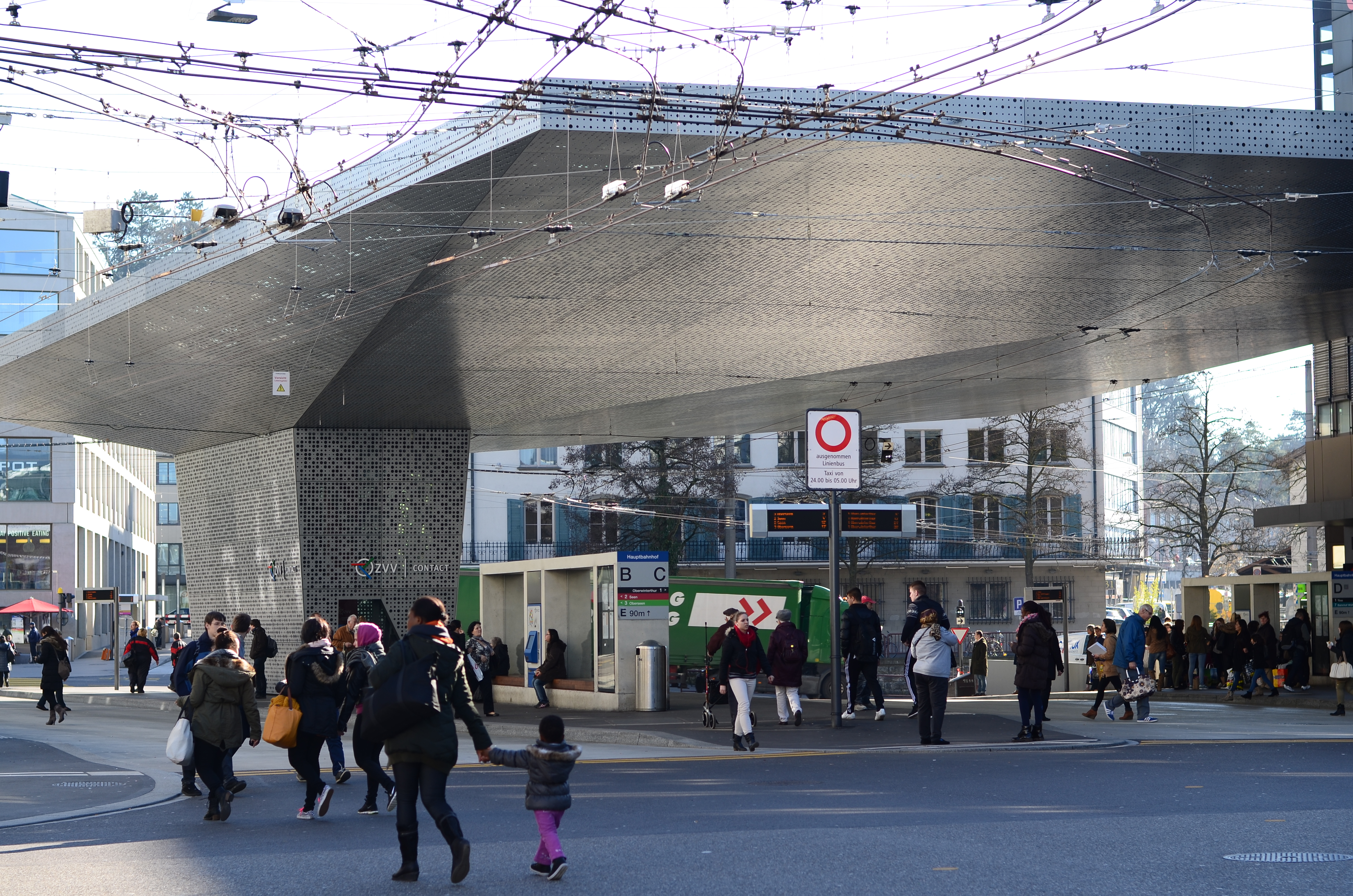
Busbahnhof

Im Rahmen des Projektes wurde 2013 für den Busbahnhof auf dem südlichen Teil des Bahnhofplatzes ein Stahldach in Form eines Pilzes gebaut.

#### Rudolfstrasse
In einem ersten Schritt wurde beim Kesselhaus die Zufahrtsstrasse von der Zürcherstrasse geschlossen und zu einem Vorplatz aufgefüllt. Danach wurde die Rudolfstrasse ebenfalls geschlossen und zu einem durchgehenden Platz vom Kesselhaus entlang des Bahnhofs verbunden. Die Auffahrt zum Parkplatz über den Bahngleisen wurde auf die andere Seite verlegt, und die beiden äusseren Personenunterführungen werden ausgebaut. Mit dem Projekt bzw. der Neugestaltung der Rudolfstrasse ist auch das Verkehrskonzept Neuwiesen verbunden.

### Leistungssteigerung Bahnhof Winterthur
Zu den technischen Neuerungen gehört ein neuer Gleisabschnitt, verlängerte Perrondächer und ein verlängertes Perron zum Gleis 1. Die Perrons zu den Gleisen 6, 7 sowie 8 und 9 werden verbreitert. Der Ausbau wird neue Verbindungen zwischen Zürich und St. Gallen und den Halbstundentakt im Tösstal sowie zwischen Winterthur und dem Kanton Schaffhausen ermöglichen.
Die SBB haben am 30. August 2015 mit den Arbeiten zur Leistungssteigerung des Bahnhofs begonnen.
Die Ausbauten zur Leistungssteigerung werden im Rahmen der 4. Teilergänzung der Zürcher S-Bahn und der ZEB vorgenommen.

### Ausbau bis 2050
Längerfristig bietet der Bahnhof Winterthur zu wenig Platz für Züge und Passagiere. Es wird eng auf den Perrons. Aus diesem Grund werden für die Zukunft radikale Lösungen gesucht. Die Rede ist von zusätzlichen Gleisen auf den Seiten des Bahnhofs, einem Flügel-, Hoch- oder Tiefbahnhof. Die SBB wollten im Frühjahr 2021 über die gewählte Variante informieren.

## Statistik

### Bahnhofbenutzer pro Werktag
Im Jahr 2019 (vor der Corona-Pandemie) haben 128'000 Personen den Bahnhof Winterthur benutzt.
| Jahr   | 2013    | 2014    | 2015    | 2016    | 2017    | 2018    | 2019    | 2020   | 2021   | 2022    | 2023    |
| ------ | ------- | ------- | ------- | ------- | ------- | ------- | ------- | ------ | ------ | ------- | ------- |
| Anzahl | 112'000 | 115'000 | 121'000 | 121'000 | 117'000 | 121'000 | 128'000 | 92'000 | 95'000 | 121'000 | 131'000 |